# Villa Madama
Villa Madama je renesansna prigradska vila koja se nalazi na padinama brda Monte Mario u okolici Rima. Nalazi se na lijevoj obali rijeke Tiber, nekoliko kilometara od Vatikana i daje izvrstan pogled na grad. 
Gradnju vile naručio je 1518. godine kardinal Giulio de Medici (budući papa Klement VII.), nećak tadašnjeg pape Lava X. kako bi za vrijeme ljeta mogao pobjeći od nesnosne gradske vrućine. U tu je svrhu okupio neke od najpoznatijih tadašnjih umjetnika, uključujući Rafaela koji je umro prije dovršetka gradnje. Vila je nakon dovršetka gradnje 1525. postala jednim od najpopularnijih okupljališta rimske aristokratske elite, ali i jedna od najkopiranijih građevina svog vremena. Nakon smrti kardinala, koji je prije toga postao papa Klement VII, Villa Madama je prelazila iz ruke u ruku sve dok je godine 1941. nije za talijansku vladu otkupio Benito Mussolini. Danas njome upravlja Ministarstvo vanjskih poslova, a osim za smještaj stranih dužnosnika služi i za novinarske konferencije.